# Skredet i Vagnhärad

Skredet i Vagnhärad 1997.

Skredet i Vagnhärad var ett jordskred som inträffade 00.59 den 23 maj 1997 i Ödesby, Vagnhärad. Skredet omfattade en cirka 200 meter lång sträcka längs Trosaån och sträckte sig cirka 60 meter upp i en bebyggd lerslänt. Skredet är det största i Sverige inom bebyggt område sedan Tuveraset 1977.
Vid skredtillfället påverkades sju villor, en gång- och cykelväg med tillhörande bro samt försköts åfåran med cirka 15 meter. Inga allvarligare personskador inträffade trots att människor befann sig i några av de berörda husen.
Totalt kom som en konsekvens av raset 29 villor och radhus inom området att rivas. Förstärkningsåtgärder vidtogs, bland annat förstärktes lerslänten med sprängmassor och en spont slogs ner i västra delen av området.

## Grundförhållanden
Området utgjordes av en lerslänt med en lutning 1:5 i det brantaste partiet. Lerlagrens mäktighet varierade mellan någon meter i släntkrönet och 14 meter i det lägst liggande partierna.
Leran låg över ett friktionsjordlager som bildade ett slutet grundvattenmagasin. Dit infiltrerade vatten från högre partier. I skredområdet låg leran som ett tätt lock över friktionsjorden varvid det bildades ett högt vattentryck. I den nedre delen av slänten var vattentrycket artesiskt.
En successiv erosion av marklagren ner mot Trosaån hade ökat släntlutningen och inverkan av de artesiska trycken hade blivit större.

## Markrörelser före skredet
Ett tidigare ras hade inträffat 1982 och en geoteknisk besiktning gjordes 1995. Under perioden därefter hade de boende observerat sprickor och sättningar i marken och att lyktstolpar lutat.
Under hösten 1996 och våren 1997 upptäcktes sprickor på flera ställen, bland annat en spricka med en större hålbildning, som fylldes igen. Ytterligare sprickor upptäcktes sedan två veckor senare, den 11 maj, vilka rapporterades till kommunen den 12 maj.
Förhållandena vid skredet var inte extrema, men kraftiga regn hade fallit någon vecka tidigare.
Sprickorna bedömdes först som tjälsprickor, men man beslöt att hålla marken under observation. Den 14 maj tillkallades geotekniker. Kontrollpunkter upprättades och markrörelser på 2 mm per timme uppmättes. Räddningstjänsten tillkallades och först ett och sedan ytterligare två av husen utrymdes. Det första observerade skredet inträffade intill ån och omfattade ett område av 50 x 35 meter ängsmark samt en bit av cykelvägen. Man upprättade då mätstationer för portryck och påbörjade djupbrunnar för att sänka trycknivån.

## Skredet
Den 23 maj klockan 00.59 inkom larm om att ytterligare ett skred (det vill säga det som kom att bli huvudskredet) inträffat. Skredområdet omfattade ett område av 200 gånger 60 meter, inklusive det område som tidigare hade rasat. Tre villor följde med i skredet och stannade i stort sett intakta på en lägre nivå. Skredet förde också med sig gång- och cykelvägen och två villor bröts sönder, varvid en halva följde med i raset, och ytterligare två villor fick grunden underminerad.
I bakre kanten av skredområdet sänktes marknivån mellan 5 meter och 6 meter. Vid Trosaån steg marknivån cirka 2 meter. De villor som påverkades av raset flyttades norrut mellan 5 och 8 meter.

## Möjliga orsaker till skredet
En utredning av områdets geotekniska egenskaper visade att den branta lerslänten som hade en relativt låg hållfasthet och artesiska portryck, var hårt ansträngd och att små förändringar kunde ge upphov till ras.
Flera faktorer kan ha samverkat och utlöst raset. I SGI:s utredning nämns för årstiden kraftiga regn, höga portryck, erosion och lokala skred vid åkanten, markrörelser som försämrade hållfastheten och Trosaåns låga vattenstånd.
I utredningen konstateras dock att den väsentliga frågan inte är de utlösande faktorerna, utan varför en sådan slänt med låg säkerhetsfaktor var bebyggd.
Under några decennier före raset hade en omfattande forskning bedrivits och ny kunskap tillkommit. En rapport från IVA Skredkommission utkom 1995, Anvisningar för släntstabilitetsutredningar. Om dessa anvisningar hade funnits då området byggdes ut, så hade inte slänten bedömts vara lämplig för bebyggelse.

## Konsekvenser
Efter skredet revs 29 hus inom riskområdet. I fyra fall kunde de boende flytta tillbaka till sina hus.
Skredområdet gjordes om till parkmark, ny detaljplan upprättades. Förstärkningsåtgärder vidtogs i form av kalkcementpelare, en skärm av sprängsten schaktades ner till friktionsjordlagret så att grundvattennivån sjönk. På ett ställe slogs en spont ned för att man skulle kunna schakta bort leran och fylla med sprängsten. Sponten lämnades sedan kvar som extra förstärkning.